# Valencia Giants

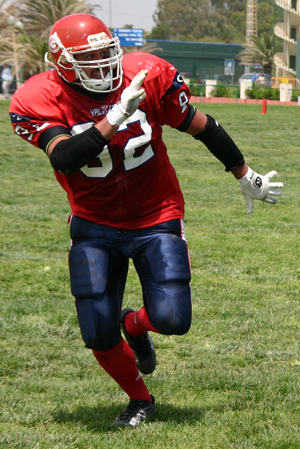
Jugador de los Valencia Giants.

Valencia Giants (español: Gigantes de Valencia) es un club deportivo de fútbol americano ubicado en Valencia, España.

## Historia
El Club de Fútbol Americano Valencia Giants se creó en el año 2003 en la ciudad de Valencia.
En la actualidad, el club está formado por jugadores de ambos sexos y con edades superiores a 15 años. Con diferentes equipos, según categorías, el primer equipo (sénior masculino) participa en la Serie A de la Liga Nacional de Fútbol Americano (LNFA).
El pionero en la práctica del football en la Comunidad Valenciana fue el equipo de los Giants de Cullera allá por los años ochenta. Este club, tras su escisión en 1993, daría paso a los Valencia Bats (posteriormente rebautizados como Valencia Firebats). Al término de la temporada 2002/2003, algunos jugadores de este equipo valenciano decidieron caminar solos en otro proyecto deportivo y fundaron el Club de Fútbol Americano Valencia Giants, recuperando así el nombre de los primeros que patearon un balón ovalado por estas tierras.
Poco a poco el club se fue afianzando en las distintas competiciones y el número de jóvenes  que acudían a practicar el football con los Giants fue en aumento. Durante esos años, en la categoría de plata del fútbol americano nacional, el equipo sénior consiguió luchar por el título en 2008 y 2009, perdiendo en la final por un resultado muy ajustado en ambas ocasiones.
Finalmente, en la temporada 2012, el primer equipo consiguió el ascenso a la LNFA Élite, máximo nivel de competición en España en ese momento. En esa temporada, el Club consiguió el tercer puesto en la clasificación final de la competición, siendo el mejor puesto obtenido por un equipo debutante en toda su historia.
Con la llegada a la primera línea, el Club experimentó un importante crecimiento en todas sus estructuras.
En la actualidad el Club forma parte de la Comisión de Fútbol Americano de la Comunidad Valenciana (CFACV) perteneciente a la Federación de Béisbol, Softbol y Fútbol Americano de la Comunidad Valenciana (FBSFACV). A nivel nacional, es miembro de la Federación Española de Fútbol Americano (FEFA).

## Jugadores y entrenamientos
La procedencia de los jugadores que forman el Club es diversa, predominando los que habitan en la ciudad de Valencia y en localidades del entorno como Paterna, L’Eliana, Catarroja, Lliria, Pobla de Vallbona, Alboraia…
Los entrenamientos para la temporada 2015-2016 son:
SÉNIOR y FEMENINO:
Polideportivo de Nazaret
Martes: de 21:30 a 23:30 h.
Jueves: de 21:30 a 23:30 h.
JUNIOR:
Campo del Tramo 5 del Jardín del Turia (antiguo cauce) - bajo Escuela Oficial de Idiomas
Lunes: de 18:00 a 20:00 h.
Jueves: de 18:00 a 20.00 h.